# Кан, Наталья Енкыновна
Наталья Енкыновна Кан — российский акушер-гинеколог, доктор медицинских наук, профессор, заслуженный деятель науки Российской Федерации (2023), главный врач перинатального центра Европейского медицинского центра c 2018 года.

## Биография
В 1996 году окончила лечебный факультет по специальности «Лечебное дело», а затем прошла клиническую интернатуру и клиническую ординатуру на кафедре акушерства и гинекологии Владивостокского государственного медицинского университета.
Защитила кандидатскую диссертацию на тему: «Состояние внутриутробного плода и ранняя адаптация новорождённых в зависимости от пола и предлежания плода» и докторскую диссертацию на тему: «Современные технологии в диагностике и прогнозировании внутриутробных инфекций».
В 2008 году доктору присвоена высшая квалификационная категория по специальности «Акушерство и гинекология» Министерством здравоохранения Российской Федерации. Получила удостоверение о повышении квалификации в Государственном научном центре Российской Федерации, «Актуальные вопросы профпатологии». Также получила сертификаты: «Организация здравоохранения и организация здоровья» в Российском государственном социальном институте и «Визуальная диагностика в акушерстве, гинекологии и перинатологии» при ФГБУ «НЦ АГ и П имени академика В. И. Кулакова» Минздрава России.
Дважды (2013 и 2015) лауреат национальной премии лучшим врачам России «Призвание»: «За проведение уникальной операции, спасшей жизнь человека».

## Опыт работы
- 1999—2002 — врач по оказанию экстренной и неотложной медицинской помощи в областном родильном доме г. Петропавловск-Камчатский.
- 2002—2005 — докторант ФГУ «Научный центр акушерства, гинекологии и перинатологии имени В. И. Кулакова» Минздравсоцразвития, г. Москва.
- 2005—2008 — старший научный сотрудник отделения ведения беременных высокого инфекционного риска ФГБУ «Научный центр акушерства, гинекологии и перинатологии имени В. И. Кулакова» Минздравсоцразвития, г. Москва.
- 2008—2011 — ведущий научный сотрудник акушерского обсервационного отделения ФГБ «Научный центр акушерства, гинекологии и перинатологии имени академика В. И. Кулакова» Министерства здравоохранения Российской Федерации.
- 2011—2013 — заведующая акушерским обсервационным отделением ФГБУ «Научный центр акушерства, гинекологии и перинатологии имени академика В. И. Кулакова» Министерства здравоохранения Российской Федерации.
- 2015—2018 — заведующая акушерским отделением ФГБУ «Национальный медицинский исследовательский центр акушерства, гинекологии и перинатологии имени академика В. И. Кулакова» Министерства здравоохранения Российской Федерации.
- 2013-наст.вр. — профессор кафедры «Акушерство, гинекология, перинатология и репродуктология» ИПО ПМГМУ имени И. М. Сеченова.
- 2014—2015 — главный врач ФГБУ «Научный центр акушерства, гинекологии и перинатологии имени академика В. И. Кулакова» Министерства здравоохранения Российской Федерации.
- 2015—2017 — доцент, имеющий учёную степень доктора медицинских наук и ученое звание доцент кафедры «Акушерство, гинекология, неонатология и анестезиология — реаниматология» Службы научно-организационного обеспечения ФГБУ «Научный центр акушерства, гинекологии и перинатологии имени академика В. И. Кулакова» Министерства здравоохранения Российской Федерации
- 2017—2018 — профессор, имеющий учёную степень доктора медицинских наук и учёное звание доцент кафедры «Акушерство, гинекология и перинатология» Службы научно-организационного обеспечения ФГБУ «Национальный медицинский исследовательский центр акушерства, гинекологии и перинатологии имени академика В. И. Кулакова» Министерства здравоохранения Российской Федерации.

## Научные публикации и труды
Рецензирует научные, диссертационные работы. Имеет более 339 научных публикаций. Подготовила в качестве научного руководителя и научного консультанта 8 лиц, которым присуждены ученые степени кандидатов и докторов медицинских наук. В настоящее время осуществляет научное руководство 6 аспирантами и соискателями.
Ежегодный участник Всероссийских и международных конгрессов. Владеет новаторскими методами диагностики, терапии, оперативной помощи и родоразрешения в акушерстве и гинекологии, в том числе органосохраняющими операциями у пациенток с тяжелой акушерской и экстрагенитальной патологией.
Принимает непосредственное участие в реализации Национальных проектов, грантов Министерства здравоохранения РФ, образовательных школах в регионах РФ.

## Членство в профессиональных медицинских организациях
- Член редакционной коллегии журнала «Акушерство и гинекология»
- Член Ученого совета и диссертационного совета при ФГБУ «НМИЦ АГП имени В. И. Кулакова» Минздрава России
- Член правления Российского общества акушеров-гинекологов и аттестационной комиссии для аспирантов и соискателей научных степеней кандидата и доктора наук и членом конкурсной комиссии Центра
- Руководитель научной школы «Большие акушерские синдромы» ФГБУ «НМИЦ АГП имени В. И. Кулакова» Минздрава России
- Член президиума Российского общества акушеров-гинекологов и аттестационной комиссии для аспирантов и соискателей научных степеней кандидата и доктора наук и член конкурсной комиссии Центра

## Сфера научных интересов
Наталья Кан владеет новаторскими методами диагностики, терапии, оперативной помощи и родоразрешения в акушерстве и гинекологии, в том числе органосохраняющими операциями у пациенток с тяжёлой акушерской и экстрагенитальной патологией.

## Награды
- Медаль ордена «За заслуги перед Отечеством» II степени (14 мая 2016 года) - за заслуги в развитии здравоохранения, медицинской науки и многолетнюю добросовестную работу[3]
- Заслуженный деятель науки Российской Федерации (27 апреля 2023 года)  — за вклад в развитие науки и многолетнюю плоготворную деятельность[4]
- Почётная грамота Министерства здравоохранения Российской Федерации